# 寻阳公主 (杨吴)
寻阳公主（890年—927年），中国五代十国吴太祖杨行密之女。
史书并没有记载的事迹，光绪十四年（1888年），在扬州发现寻阳长公主的墓志铭。得知寻阳长公主嫁给太仆卿、检校尚书左仆射、舒州刺史刘信。育子女十二人，长子抚州军事押衙刘匡祚。顺义七年（927年）七月在临川郡（抚州）城公署去世，享年三十八岁。乾貞三年（929年）三月，“窆于都城江都县兴宁乡东袁墅村建义里”。

## 传记资料
- 《有吴太仆卿检校尚书左仆射舒州刺史彭城刘公夫人故寻阳长公主墓志铭》